# L'Étrangleur de Vienne
Pour plus de détails, voir Fiche technique et Distribution.
L'Étrangleur de Vienne (Lo strangolatore di Vienna) est un  film réalisé par Guido Zurli et sorti en 1971.

## Synopsis
Le boucher Otto est libéré de l'asile où il était enfermé pour avoir battu un client. Ne voulant pas de nouveau partager la chambre de son épouse, il s'installe dans une pièce au-dessus de sa boutique. Là, surpris par son épouse en train d'espionner une femme en train de se déshabiller, il l'étrangle et se débarrasse du corps en faisant des saucisses.
Cependant, lorsqu'il fait prisonnière la jeune Berta dans l'intention de fabriquer d'autres délices à vendre au comptoir, celle-ci trouve le moyen de démasquer le boucher en insérant ses bijoux dans une cargaison de viande destinée à la police. 

## Fiche technique
- Titre français : L'Étrangleur de Vienne[1]
- Titre original italien : Lo strangolatore di Vienna[2]
- Réalisateur : Guido Zurli
- Scénario : Guido Zurli, Lorenzo Gicca Palli, Karl Ross
- Photographie : Augusto Tiezzi
- Montage : Enzo Alabiso, Graham Lee Mahin
- Musique : Alessandro Alessandroni
- Décors : Francisco Di Stefano
- Costumes : Gloria Cardi
- Effets spéciaux : Renato Postiglione
- Maquillage : Lilli Bridges, Liliana Ponti, Diana Green Rose, Diana Verdirosi
- Production : Gene Corso, Benito Bertaccini, Dag Molin, Dick Randall
- Société de production : Neptunia Film, Regina Films, HI FI Stereo 70 Kg
- Pays de production :  Italie  Allemagne de l'Ouest  Autriche
- Langue de tournage : Italien
- Format : Couleur - 1,85:1 - Son mono - 35 mm
- Durée : 83 minutes
- Genre : comédie horrifique
- Dates de sortie :
  - Italie : 22 janvier 1971
  - France : 22 mai 1975[1]

## Distribution
- Victor Buono : Otto Lehman
- Franca Polesello : Berta Hensel
- Brad Harris : Mike Lawrence
- Dario Michaelis : inspecteur Klaus
- Karin Field : Hanna Lehman
- Luca Sportelli : Karl Brunner
- Claudio Trionfi
- Hansi Linder : Frieda Ulm
- Tina Buranzo
- Giacomo Pergola
- Dino Peretti